# Arthrosaura synaptolepis
Arthrosaura synaptolepis е вид влечуго от семейство Gymnophthalmidae. Видът не е застрашен от изчезване.

## Разпространение
Разпространен е в Бразилия (Амазонас) и Венецуела.